# Jason van Dalen
Jason van Dalen, né le 2 juillet 1994, est un coureur cycliste néerlandais.

## Palmarès
- 2016
  - 5e étape du Tour de Zamora
  - 2e du Wim Hendriks Trofee
- 2017
  - 2e étape du Tour de Bohême de l'Est
- 2018
  - 4e étape de la Rás Tailteann
  - 3e étape (b) du Sibiu Cycling Tour
- 2019
  - 4e étape de l'Olympia's Tour
  - 2e de l'Olympia's Tour
  - 3e de la Course de Solidarność et des champions olympiques

## Classements mondiaux
| Année           | 2017   | 2018 |
| --------------- | ------ | ---- |
| UCI Europe Tour | 1 158e | 385e |